# Åkviksundet bro
66°01′38″N 012°17′50″Ø / 66.02722°N 12.29722°Ø
Åkviksundet bro er en frit frembyg-bro som krydser Åkviksundet mellem øerne Dønna og Staulen i Nordland fylke i Norge. Broen er en del af vejforbindelsen mellem Herøy og Dønna, riksvej 828. Åkviksundet bro er 285 m lang, med et hovedspænd på 135 m og en gennemsejlingshøjde på 24,2 m. Broen har tre spænd. Den blev åbnet af kong Harald 5. den 19. juni 1999.